# Linea Musashino
La Linea Musashino (武蔵野?, Musashino-sen) è una linea ferroviaria suburbana giapponese gestita dalla JR East, a scartamento ridotto che collega le stazioni di Tsurumi, nella città di Kawasaki nella prefettura di Kanagawa e di Nishi-Funabashi, a Funabashi, nella prefettura di Chiba, formando un lungo semiciclo di circa 100 km. I servizi passeggeri sono limitati al percorso di 71,8 km fra la Fuchū-Hommachi e quella di Nishi-Funabashi. La parte meridionale della linea, da Tsurumi a Fuchū-Hommachi, chiamata Linea Musashino Sud è adibita al traffico merci.

## Caratteristiche
- Operatori e lunghezza:
  - Totale: 100,6 km

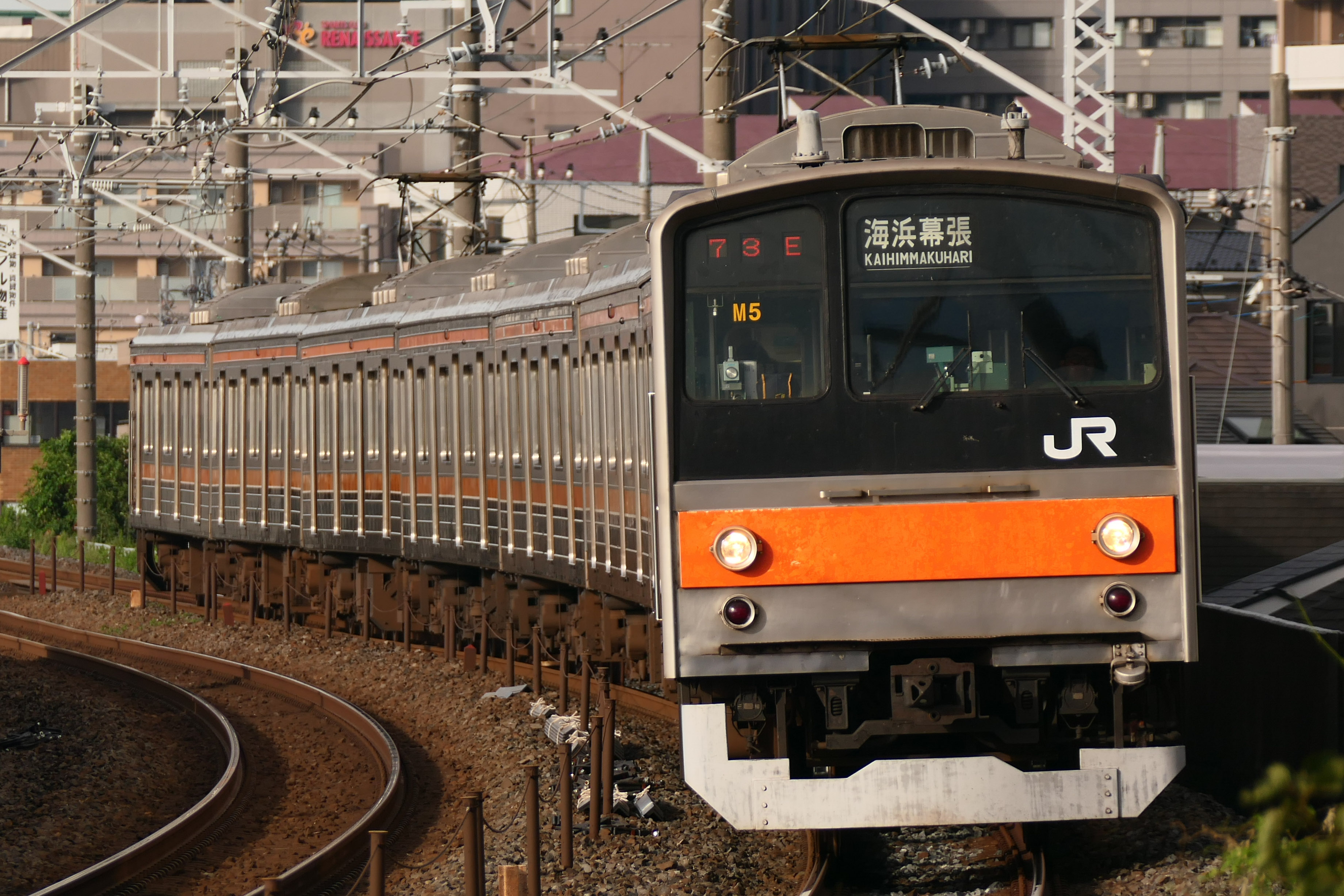
Un treno della serie 205

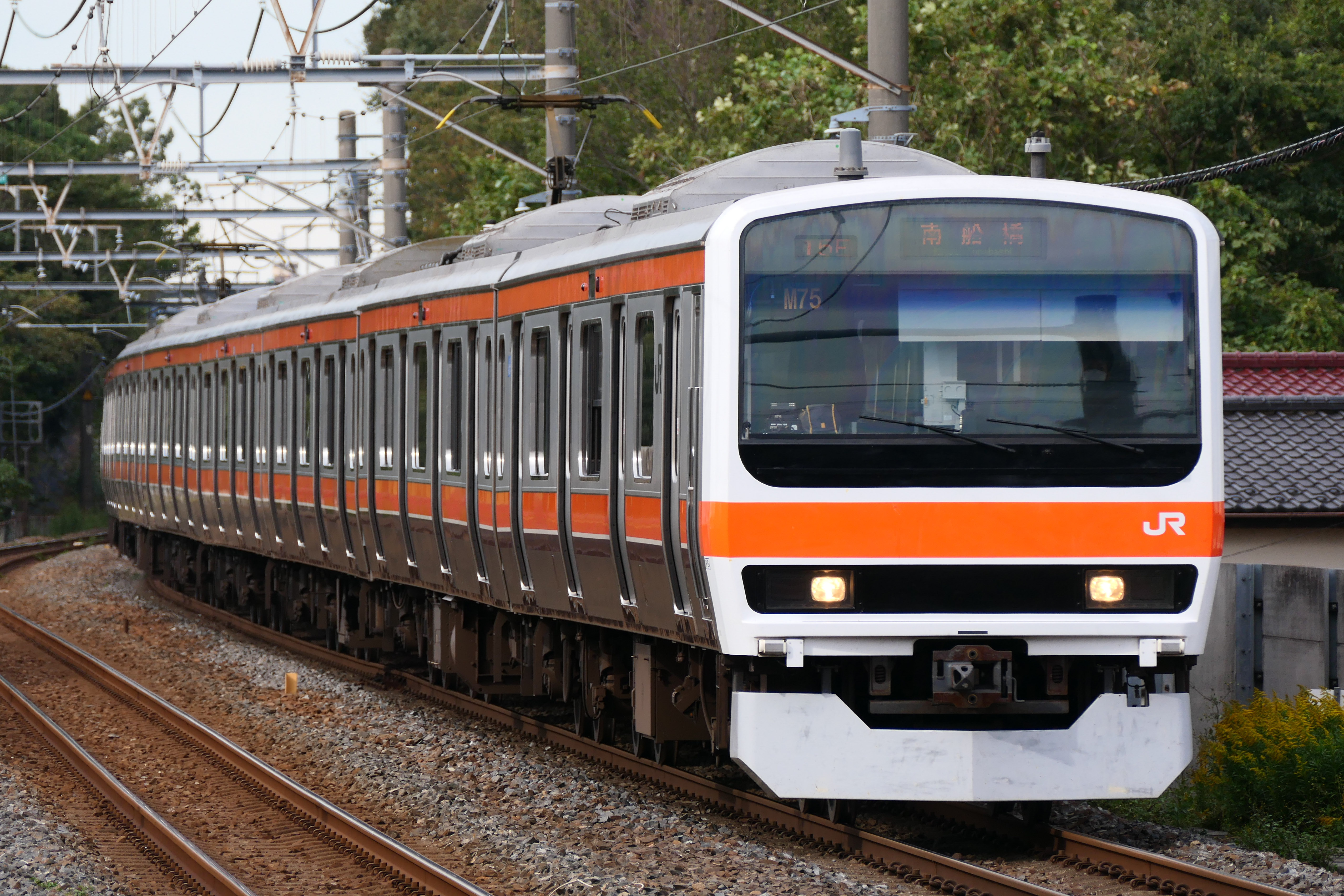
Un rapido della serie 209

    - Servizio passeggeri: 71,8 km
    - Servizio merci: 100,6 km

  - Gestori:
    - East Japan Railway Company (JR East) (servizi e infrastruttura)
    - Japan Freight Railway Company (JR Freight) (solo servizi merci)
- Stazioni: 29
  - Stazioni passeggeri: 26
  - Stazioni merci: 3
- Doppio binario: tutta la linea tranne un tratto nei pressi della stazione di Nishi-Kokubunji
- Velocità massima:95 km/h
- Velocità di servizio:55,2 km/h
- Segnalamento ferroviario: ATS-P

## Storia
La linea Musashino era inizialmente intesa come una linea circolare esterna per Tokyo, e così nel 1927 vennero acquisiti i terreni. Tuttavia per vari motivi, primi fra il quale lo scoppio della guerra, la costruzione iniziò solamente nel 1964. 
Nel 1967 un treno che trasportava carburante aereo verso la base aerea di Tachikawa esplose mentre passava per la stazione di Shinjuku; questo evento portò all'esclusione di tutti i treni merci dal centro di Tokyo e velocizzò lo sviluppo della linea Musashino, che era intesa anche come una linea merci. Visto il suo passaggio in un'area relativamente scarsamente popolata, inizialmente era prevista esclusivamente merci, tuttavia l'opposizione dei cittadini residenti lungo il passaggio della ferrovia fece sì che iniziasse anche un servizio passeggeri. La porzione nord della linea, da Fuchū a Funabashi venne completata nel 1973, mentre la parte meridionale, fino a Tsurumi, nel 1976 e a oggi è ancora una linea esclusivamente merci, utilizzata, fra l'altro per il trasporto militare dell'esercito americano.

## Servizi
La maggior parte dei treni circolanti sulla linea Musashino effettuano tutte le fermate, ma sono presenti anche dei treni rapidi che percorrono una parte della linea Keiyō da Nishi-Funabashi alla stazione di Tokyo, oppure verso Kaihin-Makuhari via Minami-Funabashi. Sono presenti poi altri due servizi:
- Musashino: i treni uniscono Fuchū-Hommachi/Hachiōji e Ōmiya.
- Shimōsa: i treni uniscono Ōmiya e Nishi-Funabashi.

## Stazioni
La stazione di Tsurumi è considerata l'origine della linea; i treni che vanno in direzione oraria (verso Nishi-Funabashi) sono in giapponese indicati come "discendenti" (下り?, kudari), mentre quelli in senso antiorario (verso Fuchū-Hommachi) vengono chiamati "ascendenti" (上り?, nobori). Questi nomi possono trarre in inganno, in quanto i treni diretti a Tokyo vengono chiamati come "discendenti" finché sono sulla linea Musashino; tuttavia, una volta entrati nella linea Keiyō dopo l'uscita dalla linea Musashino, vengono chiamati "ascendenti".

### Linea Musashino (passeggeri)
| Nome                     | Giapponese           | Distanza | Distanza | Collegamenti | Posizione         | Posizione |
| Nome                     | Giapponese           | Interst. | Totale   | Collegamenti | Posizione         | Posizione |
| ------------------------ | -------------------- | -------- | -------- | --- | ----------------- | --------- |
| Fuchū-Hommachi           | 府中本町             | -        | 0.0      | ■ Linea Nambu, Linea Musashino Sud (merci) | Fuchū             | Tokyo     |
| Kita-Fuchū               | 北府中               | 1.7      | 1.7      | | Fuchū             | Tokyo     |
| Nishi-Kokubunji          | 西国分寺             | 2.2      | 3.9      | ■ Linea Chūō Rapida | Kokubunji         | Tokyo     |
| Shin-Kodaira             | 新小平               | 3.5      | 7.4      | ● Linea Seibu Tamako (Stazione di Ōmekaidō) Linea Musashino Line (diramazione merci di Kunitachi)                                                                                | Kodaira           | Tokyo     |
| Shin-Akitsu              | 新秋津               | 5.6      | 13.0     | ● Linea Seibu Ikebukuro (stazione di Akitsu) | Higashimurayama   | Tokyo     |
| Higashi-Tokorozawa       | 東所沢               | 2.7      | 15.7     | | Tokorozawa        | Saitama   |
| Scalo merci di Niiza     | 新座貨物ターミナル駅 | 3.7      | 19.4     | | Niiza             | Saitama   |
| Niiza                    | 新座                 | 0.3      | 19.7     | | Niiza             | Saitama   |
| Kita-Asaka               | 北朝霞               | 3.1      | 22.8     | ● Linea Tōbu Tōjō (Stazione di Asakadai) | Asaka             | Saitama   |
| Nishi-Urawa              | 西浦和               | 5.0      | 27.8     | Linea Musashino (diramazione merci Ōmiya) | Sakura-ku Saitama | Saitama   |
| Musashi-Urawa            | 武蔵浦和             | 2.0      | 29.8     | ■ Linea Saikyō Linea Musashino (diramazione merci Nishi-Urawa) | Minami-ku Saitama | Saitama   |
| Minami-Urawa             | 南浦和               | 1.9      | 31.7     | ■ Linea Keihin-Tōhoku | Minami-ku Saitama | Saitama   |
| Higashi-Urawa            | 東浦和               | 3.7      | 35.4     | | Midori-ku Saitama | Saitama   |
| Higashi-Kawaguchi        | 東川口               | 3.8      | 39.2     | Ferrovia Rapida di Saitama | Kawaguchi         | Saitama   |
| Minami-Koshigaya         | 南越谷               | 4.3      | 43.5     | ● Linea Tōbu Isesaki (stazione di Shin-Koshigaya) | Koshigaya         | Saitama   |
| Scalo merci di Koshigaya | 越谷貨物ターミナル駅 | 0.4      | 43.9     | | Koshigaya         | Saitama   |
| Koshigaya-Laketown       | 越谷レイクタウン     | 2.4      | 46.3     | | Koshigaya         | Saitama   |
| Yoshikawa                | 吉川                 | 1.9      | 48.2     | | Yoshikawa         | Saitama   |
| Yoshikawa-Minami         | 吉川美南             | 1.7      | 49.9     | | Yoshikawa         | Saitama   |
| Shin-Misato              | 新三郷               | 1.4      | 51.3     | | Misato            | Saitama   |
| Misato                   | 三郷                 | 2.1      | 53.4     | | Misato            | Saitama   |
| Minami-Nagareyama        | 南流山               | 2.0      | 55.4     | Tsukuba Express Linea Musashino (diramazioni merci Kita-Kogane e Mabashi) | Nagareyama        | Chiba     |
| Shin-Matsudo             | 新松戸               | 2.1      | 57.5     | ■ Linea Jōban ● Linea Sōbu Nagareyama (stazione di Kōya) | Matsudo           | Chiba     |
| Shin-Yahashira           | 新八柱               | 4.1      | 61.6     | ● Linea Shin-Keisei (stazione di Yabashira) | Matsudo           | Chiba     |
| Higashi-Matsudo          | 東松戸               | 2.4      | 64.0     | ● Linea Hokusō | Matsudo           | Chiba     |
| Ichikawa-Ōno             | 市川大野             | 1.9      | 65.9     | | Ichikawa          | Chiba     |
| Funabashi-Hōten          | 船橋法典             | 3.0      | 68.9     | | Funabashi         | Chiba     |
| Nishi-Funabashi          | 西船橋               | 2.9      | 71.8     | ■ Linea Chūō-Sōbu ■ Linea Keiyō (servizi diretti per Tōkyō e Kaihin-Makuhari) Linea Tōzai (T-23) ● Ferrovia Rapida Tōyō ● Linea principale Keisei (Stazione di Keisei-Nishifuna) | Funabashi         | Chiba     |

La stazione di Ōmekaidō è a circa 10 minuti a piedi dalla stazione di Shin-Kodaira.

### Linea Musashino Sud (merci)
| Nome                     | Giapponese             | Distanza | Distanza | Collegamenti                                                                                               | Posizione           | Posizione |
| Nome                     | Giapponese             | Interst. | Totale   | Collegamenti                                                                                               | Posizione           | Posizione |
| ------------------------ | ---------------------- | -------- | -------- | --- | ------------------- | --------- |
| Tsurumi                  | 鶴見                   | -        | 0.0      | ■ Linea principale Tōkaidō ■ Linea Keihin-Tōhoku ■ Linea Tsurumi Linea merci Tōkaidō Linea merci Takashima | Tsurumi-ku Yokohama | Kanagawa  |
| Semaforo di Shin-Tsurumi | 新鶴見信号場           | 3.9      | 3.9      | Linea Hinkaku ■ Linea Nambu diramazione merci (per la Stazione di Shitte)                                  | Tsurumi-ku Yokohama | Kanagawa  |
| Scalo merci di Kajigaya  | 梶ヶ谷貨物ターミナル駅 | 8.8      | 12.7     | | Miyamae-ku Kawasaki | Kanagawa  |
| Fuchū-Hommachi           | 府中本町               | 16.1     | 28.8     | Linea Musashino (verso Nishi-Kokubunji) ■ Linea Nambu                                                      | Fuchū               | Tokyo     |